# NLB Razvojna banka Banja Luka
NLB Razvojna banka Banja Luka (code BLSE : VBBB-R-A) est une banque bosnienne qui a son siège social à Banja Luka, la capitale de la république serbe de Bosnie. Elle fait partie des compagnies financières qui constituent la Bourse de Banja Luka et est une filiale du NLB Group,.

## Histoire
NLB Razvojna banka Banja Luka trouve son origine dans la banque VB banka a.d. Banja Luka, créée en 1998 et qui a pris le nom de LHB banka Banja Luka le 29 juin 2004. Avec l'acquisition de la Razvojna banka Jugoistočne Evrope Banja Luka le 1er avril 2006, la banque a commencé à travailler sous le nom de NLB Razvojna banka.

## Activités
NLB Razvojna banka Banja Luka propose des services financiers : comptes courants, chéquiers, cartes de paiement, épargne, crédits à court et long terme, ainsi que des services de banque en ligne, etc. Elle assure également des fonctions de courtage et opère à travers un réseau de douze bureaux locaux.

## Données boursières
Le 1er avril 2010, l'action de NLB Razvojna banka Banja Luka valait 4 000 BAM (marks convertibles), soit 2 045,17 EUR.